# Tiu
Tiu, prastanovnici otoka Fatu-Hiva u Polineziji, Markižansko otočje. Tiu su živjeli na istočnoj obali otoka, a bilo ih je negdje oko 800 i predstavljali su posljednje ostatke prastanovništva Fatu-Hive, koje su moguće istrijebili ili protjerali novodoseljeni Kanaci. Prema legendi oni potječu od Tiua, koji se rodio iz jaja kojemu je život dala Niniano. Niniano je imala još 4 sina Moota, Evaeva, Mataa i Teutu po kojima su nazvana 4 plemena. Tiu je bio div, a njegov djed je učinio da bude normalne veličine kao ostalih ljudi. Nakon toga Tiu odlazi u dolinu Taaoa gdje postaje začetnik plemena Tiu. Današnji stanovnici Kanaci (plemena Happa, Taioa, Tei i drugi) što su se kao vješti pomorci doselili na ove otoke, prinosili su ljudske žrtve i bili ljudožderi.

## Vanjske poveznice
- Tiu: The West Wind  Arhivirana inačica izvorne stranice od 13. rujna 2006. (Wayback Machine)
- White Shadows in the South Seas